# Чеглок
Чегло́к (лат. Falco subbuteo) — небольшая хищная птица из семейства соколиных, обитающая на обширной территории Евразии и в Северной Африке. Предпочитает светлые леса в сочетании с открытыми ландшафтами. На большей части ареала перелётная птица, зимует в Африке и тропической Азии. Питается насекомыми и мелкими птицами, которых ловит на лету. Достаточно распространённый вид.
Относится к роду соколов (Falco). Несколько схожих видов этого рода, также имеющих в своём названии слово «чеглок», иногда выделяются в отдельную группу Hypotriorchis. Общими признаками этой группы являются преимущественно тёмно-серое оперение, чёрные «усы» и чёрные продольные пестрины на брюхе.
Этимология русского названия до конца не выяснена. По мнению сотрудников Московского педагогического государственного университета И. Г. Лебедева и В. М. Константинова, название «чеглок» происходит от древнерусского слова «чеглъ» в значении «исконный, подлинный». Предполагают, что таким образом эта птица причислена к другим ловчим, благородным соколам — сапсану, кречету и балобану, хотя и отличается от них меньшими размерами. В противоположность выделяли мелких, не используемых в охоте соколов — пустельгу и кобчика.

## Описание

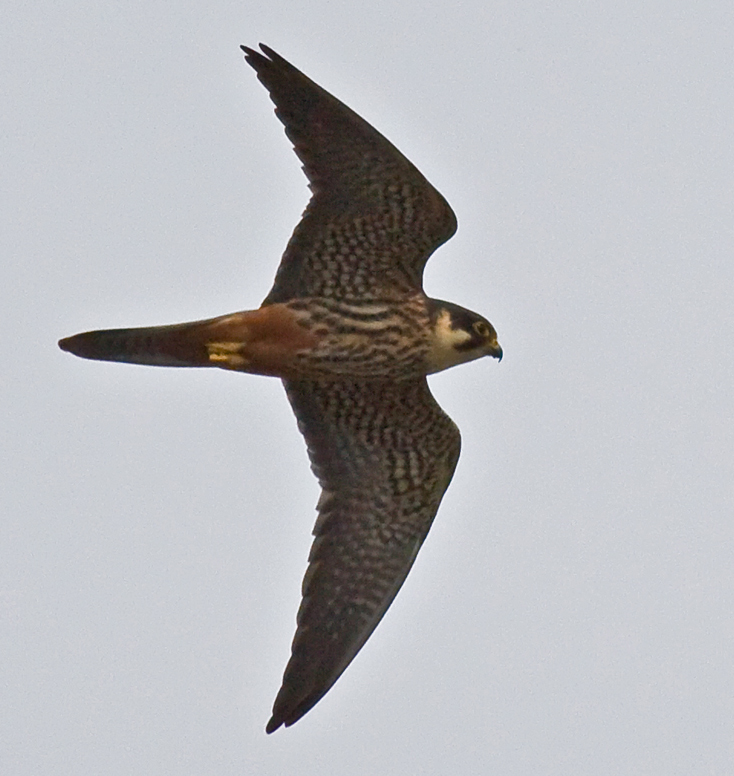
В воздухе

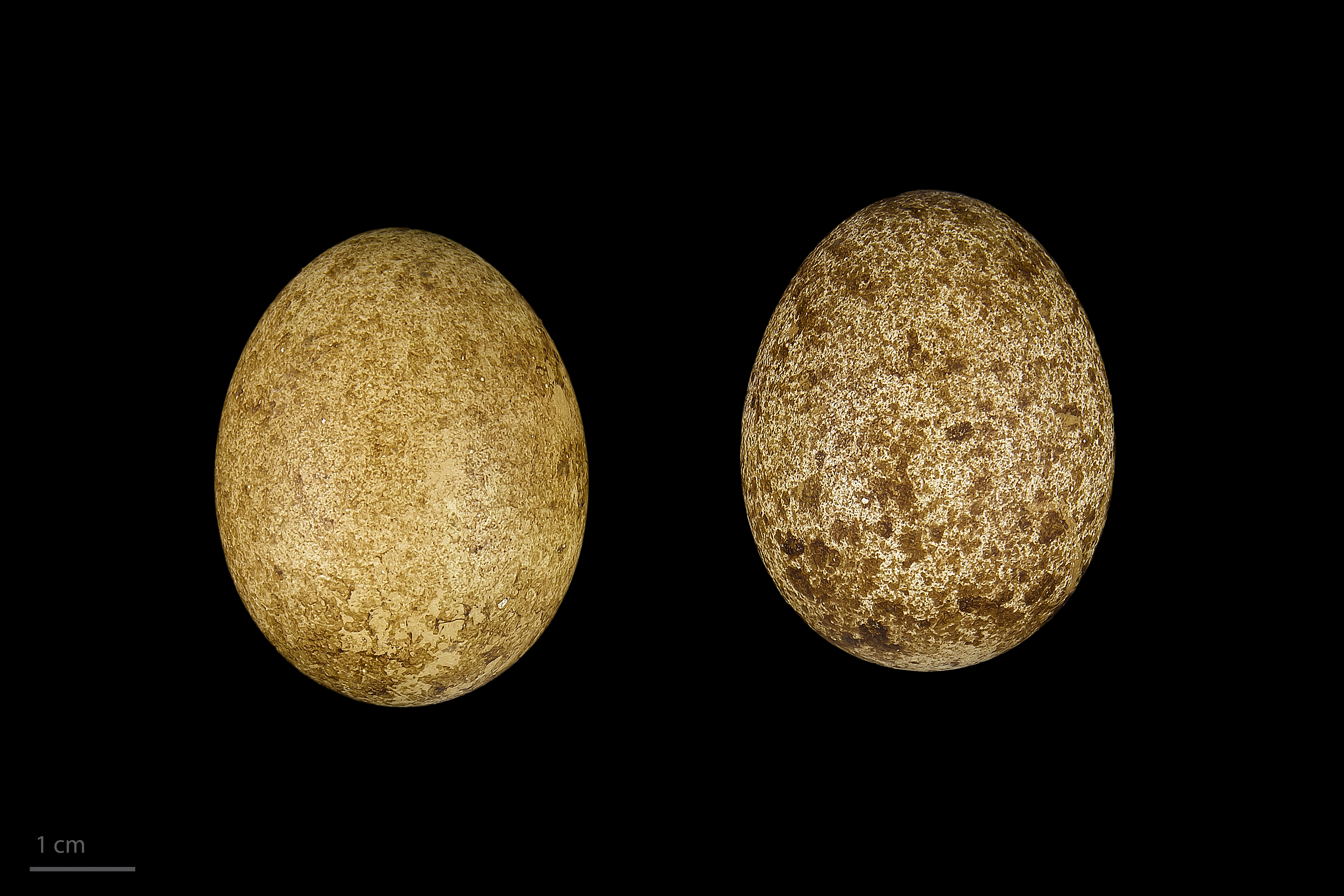
Яйцо Falco subbuteo (Тулузский музей)

Небольшой изящный сокол с длинными заострёнными крыльями и длинным клинообразным хвостом. Длина тела 28—36 см, размах крыльев 69—84 см, масса 130—340 г. Самки выглядят несколько крупнее самцов. Окрас оперения у обоих полов схожий. Верх аспидно-серый без рисунка, с более буроватым оттенком у самок. Грудь и брюхо охристо-беловатые с многочисленными тёмными продольными пестринами. Большая часть головы тёмная, за исключением контрастных белых щёк и горла. От угла клюва к горлу опускаются чёрные «усы». Оперение верхней части ног и подхвостья, называемое «штанами», тёмно-рыжее. Крылья и хвост снизу светлые, с обильными поперечными пестринами. Радужная оболочка тёмно-каряя, восковица и ноги зеленоватые либо голубоватые. Молодые птицы имеют буроватый верх, охристые каёмки перьев на голове и более пёстрый желтовато-охристый низ.
Обычно молчаливая птица, но в случае беспокойства издаёт типичный для соколов громкий, резкий и отрывистый крик «кьяк-кьяк-кьяк». Полёт быстрый и маневренный, частые взмахи крыльев чередуются со скольжением. Не пари́т. В воздухе крылья образуют форму серпа.
Чеглок внешне напоминает сапсана, но отличается от него меньшими размерами, продольными пестринами в нижней части тела (у сапсана на брюхе пестрины поперечные, а на груди каплевидные) и рыжими «штанами».

## Распространение

### Ареал
В Евразии распространён на всём протяжении с запада на восток, поднимаясь на север в Скандинавии до 61° с. ш., в Финляндии и России на восток до Енисея до 66—67° с. ш., восточнее Енисея до 67—68° с. ш., достигая северо-восточной границы Колымского нагорья. На юг встречается до побережья Средиземного моря, Малой Азии, горных районов Ирана и северного Афганистана, южных Гималаев, севера Лаоса и Вьетнама. За пределами материка встречается на островах Средиземного моря, Британских, Соловецких, южных Курильских, Японских (Хоккайдо и Хонсю) островах и на Сахалине. В Африке гнездится на северо-западе континента от Марокко до Туниса.

### Местообитания
Населяет светлые леса и лесостепи. Предпочитает мозаичные ландшафты, где участки леса чередуются с открытыми пространствами. Обитает на лесных опушках, по берегам больших рек, на окраинах сфагновых болот, на пастбищах, сельскохозяйственных угодьях по соседству с лесопосадками или обильным кустарником. Изредка селится в пригородах населённых пунктов. Сплошной тёмной тайги и полностью безлесой местности избегает. Обычно равнинная птица, реже встречается в горах до 4000 м над уровнем моря.

## Размножение
В случае миграции к местам гнездовий прибывает в середине апреля — начале мая, когда на деревьях появляется свежая зелень. Во время брачного ухаживания пары очень активны — совершают воздушные пируэты и кормят друг друга. Собственного гнезда чеглок не строит, но занимает старые гнёзда других хищных птиц — чаще чёрной и серой вороны, сороки или ястреба-перепелятника. Как правило, выбирает высокие, доминирующие в данной местности деревья — ели, сосны, лиственницы в тайге и лесотундре, и тополя, берёзы, лиственницы, сосны, осины, карагача или ивы в степной и лесостепной зоне. Гнездо всегда расположено в верхней части дерева с хорошим обзором на высоте 8—37 м (в среднем 15 м) от земли, и может использоваться несколько сезонов подряд. Будучи территориальной птицей, чеглок в период размножения всегда гнездится на расстоянии не менее 300—500 м от других соколов, обычно 1—2 км.
Обе птицы пары активно охраняют территорию вокруг гнезда. При приближении ворон, тетеревятников, орлов-могильников, коршунов и других хищных птиц атакуют их, отгоняя от гнезда. При появлении человека громко тревожно кричат, а при попытке залезть в гнездо нападают либо имитируют нападение. Кладка приходится на вторую половину июня или июль, и состоит из 2—4 (редко 5—6) яиц светло-коричневой либо охристой окраски с многочисленными мелкими красновато-бурыми крапинами, иногда сливающимися в крупные пятна. Размеры яиц (35—46) × (29—36) мм. Период инкубации — 28—33 дня; большую часть времени насиживает самка, в то время как самец приносит ей корм. Только вылупившиеся птенцы покрыты белым пухом. Выкармливают их оба родителя, хотя в первые дни раздачей добычи занимается исключительно самка. В возрасте 28—34 дней оперившиеся птенцы уже способны летать, однако ещё в течение около 5 недель подкармливаются родителями.

## Питание
Питается мелкими птицами размером со скворца и крупными летающими насекомыми — стрекозами, бабочками и жуками. В сумерки кормится летучими мышами. Часто селится возле колоний ласточек (деревенской, городской, береговушки), на которых охотится. Вблизи населённых пунктов ловит чёрных стрижей и скворцов. Как правило, добычу ловит на лету. Мыши и другие наземные животные становятся жертвами чеглока лишь случайно.

## Подвиды
Выделяют два подвида чеглока:
- Falco subbuteo subbuteo Linnaeus, 1758 Северо-Западная Африка, Европа, Азия, за исключением юго-востока. Перелётный подвид, зимует в Центральной и Южной Африке, и в Южной Азии.
- Falco subbuteo streichi Hartert und Neumann, 1907 — Юго-Восточная Азия от южного и восточного Китая до Мьянмы и Индокитая. Оседлый подвид.